# Sergio Bustric
Sergio Bustric, nombre artístico de Sergio Bini (Florencia, 12 de abril de 1953) es un actor italiano. A veces también se le acredita como Sergio Bini Bustric.
Es reconocido principalmente por haber interpretado a Ferruccio Papini, el mejor amigo de Guido, en la película La vida es bella de 1998 de Roberto Benigni.

## Filmografía
- Il gioco, la vita, la risata... de Vanna Paoli (1982)
- I re maghi de (1982)
- Stelle, stellacce, stelline... de Vanna Paoli (1986)
- Quartiere de Silvano Agosti (1987)
- La domenica specialmente de Francesco Barilli, Giuseppe Bertolucci, Marco Tullio Giordana y Giuseppe Tornatore (1991)
- Miracolo italiano de Enrico Oldoini (1994)
- La vita è bella de Roberto Benigni (1997)
- Frigidaire - Il film de Giorgio Fabris (1998)
- La mia squadra del cuore de Domenico Costanzo y Giuseppe Ferlito (2003)
- The Accidental Detective de Vanna Paoli (2003)
- Fia, piccola maga de Elsa Kvamme (2003)
- Non ci credo de Vanna Paoli (2006)
- Il cosmo sul comò de Marcello Cesena (2008)
- Cose dell'altro mondo regia di Francesco Patierno (2011)
- To Rome with Love de Woody Allen (2012)
- Italy amore mio de Ettore Pasculli (2013)
- Uscio e bottega de Marco Daffra (2014)
- Metti una notte de Cosimo Messeri (2017)
- La Fellinette de Francesca Fabbri Fellini (2020) - cortometraje
- I fratelli De Filippo de Sergio Rubini (2021)